# 펠레스
펠레스는 대한민국의 가수다. 2018년 싱글 《Celebrate》로 데뷔했다.

## 방송
- 쇼미더머니 10 (2021) - Top132

## 음반
- Celebrate (2018)
- Kill Me Now (2020)
- EMERGENCY (2021)
- 겨울밀어내기 (2021)
- OYLMPUS 1 & 2 (2021)
- Poker Face (2021)
- Drowning (2021)
- [ S ] (2021)